# Anthony DiNozzo
Anthony DiNozzo Jr.  − fikcyjna postać agenta i byłego policjanta w Baltimore z amerykańskiego telewizyjnego serialu kryminalnego Agenci NCIS, grana przez Michaela Weatherly'ego.

## O postaci
DiNozzo dołączył do zespołu Gibbsa w 2001 roku zastępując Stana Burckleya. DiNozzo był wtedy policjantem w Baltimore. Poznał Gibbsa podczas jednej ze spraw kryminalnych. Wtedy też okazało się, że partner DiNozzo był skorumpowany. To było powodem odejścia Tony’ego z policji, podpuszczony przez Gibbsa dołączył do NCIS. Obecnie DiNozzo jest najdłużej pracującym dla Gibbsa agentem.
DiNozzo ma specyficzne poczucie humoru, które sprawia, że jest denerwujący dla większości ludzi. Tony uwielbia także nadużywać władzy, przez co często podpuszcza i gnębi praktykantów.
Tony ma problemy w relacjach z ojcem. Od kiedy jego matka opuściła rodzinę obaj bardzo kiepsko się dogadują. Od jakiegoś czasu Tony DiNozzo Senior spotyka się z synem raz na rok, zwykle większość jego wizyt kończy się przynajmniej jedną kłótnią.
Anthony jest typem playboya. Często zmienia dziewczyny w swoim życiu i uwielbia krótkie romanse. Jedyną kobietą którą naprawdę kochał była Jeanne Benuar którą poznał podczas tajnej misji dla Jenny Shepard.